# 1581 Abanderada
1581 Abanderada este un asteroid din centura principală, descoperit pe 15 iunie 1950, de Miguel Itzigsohn.